# Iglesia de San Ambrosio (Florencia)

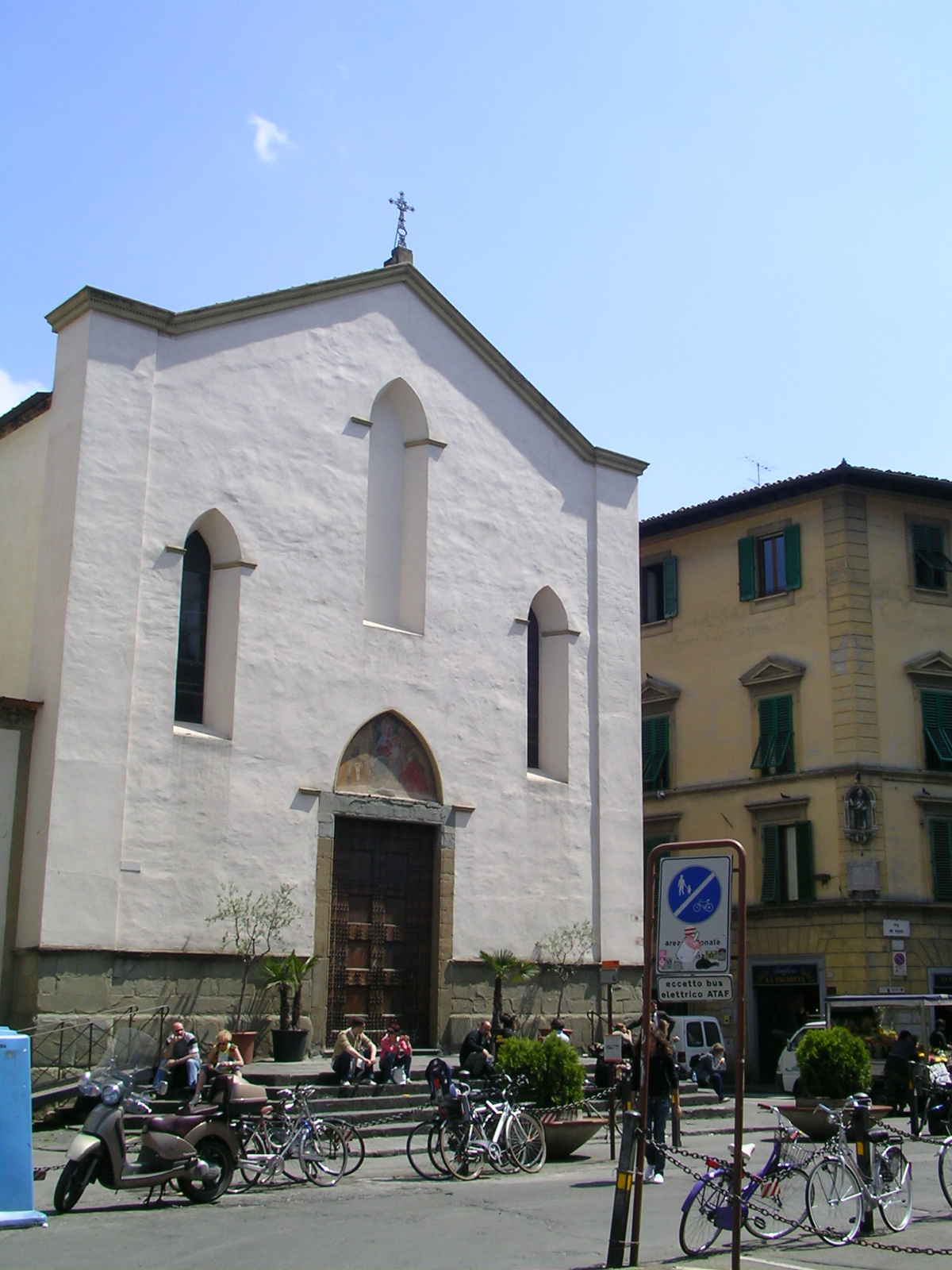
Fachada de San Ambrosio.

La iglesia de San Ambrosio es un templo católico de Florencia (Italia) dedicado a san Ambrosio.

## Historia
Supuestamente construida en el espacio en el que se hospedó el santo Ambrosio cuando estuvo en Florencia en el año 393, en aquel entonces situada a extramuros, el primer registro de la iglesia data del año 998. El edificio actual es una reconstrucción hecha por Giovanni Battista Foggini en el siglo XVII.
Francesco Granacci (1469–1543), pintor italiano del Renacimiento y amigo de toda la vida de Miguel Ángel, fue enterrado en esta iglesia.

## Arte
La iglesia contiene numerosos frescos, retablos y otras obras de arte atribuidas a Andrea Orcagna, Agnolo Gaddi, Niccolò di Pietro Gerini, Lorenzo di Bicci, Masaccio, Fra Filippo Lippi, Sandro Botticelli, Alesso Baldovinetti o Fray Bartolomeo.
En la capilla de la Misericordia se ubica un altar de mármol diseñado por Mino da Fiesole. En la misma capilla hay un fresco, datado de 1476, que representa los acontecimientos que rodearon el milagro de la copa de vino de Cosimo Rosselli.
En la Galería de los Uffizi se conservan el retablo de San Ambrosio y la Coronación de la Virgen (1441-1447), ambos pintados por Fra Filippo Lippi.